# Мінськ (лідер ескадрених міноносців)
«Мінськ» (рос. Минск) — військовий корабель, лідер ескадрених міноносців проєкту 38 радянського Військово-морського флоту. Лідер «Мінськ» брав участь у боях в складі Балтійського флоту в радянсько-фінській та німецько-радянській війнах. Корабель належав до класу лідерів есмінців, що проєктувалися радянськими інженерами на ідеях французьких великих есмінців (фр. contre-torpilleur), таких як тип «Вокелен» початку 1930-х років.
«Мінськ», названий на честь столиці радянської Білорусі, відіграв незначну роль у Зимовій війні проти Фінляндії у 1939—1940 роках. Після початку операції «Барбаросса», вторгнення Німеччини до Радянського Союзу у червні 1941 року, «Мінськ» прикривав мінні операції та надавав артилерійську підтримку радянським наземним частинам з моря. Наприкінці серпня 1941 року лідер супроводжував кораблі під час евакуації радянських військ з Таллінна. 23 вересня корабель був потоплений німецькими пікіруючими бомбардувальниками, хоча у 1942 році його уламки були підняті та відновлені. «Мінськ» був знову введений в експлуатацію у 1943 році, але ремонт був завершений лише наступного року. Корабель був перекласифікований як навчальний корабель у 1951 році, потім став кораблем-мішенню у 1958 році та був потоплений ракетами того ж року.

## Історія

### Історія створення
«Мінськ» був закладений 5 жовтня 1934 року на верфі заводу № 190 ім. Жданова в Ленінграді під заводським номером 471. 6 листопада 1935 року він був спущений на воду. 10 листопада 1938 року «Мінськ» увійшов до складу Балтійського флоту ВМФ СРСР. 15 лютого 1939 року на ньому був піднятий військово-морський прапор СРСР.

### Історія служби
22 жовтня 1939 року «Мінськ» відплив до Таллінна, коли Радянський Союз почав окупацію Естонії. Під час Зимової війни, «Мінськ» та однотипний «Ленінград» бомбардували фінські берегові оборонні споруди на острові Сааренпяа, що входить до складу Березових островів. 6—7 грудня 1939 року «Мінськ» разом з есмінцями «Карл Маркс», «Володарський» обстрілювали ймовірний район розташування фінської берегової батареї на острові Кільпісарі з метою виявлення її розташування та знищення (лідер випустив 13 снарядів, есмінці — 30 снарядів), але операція закінчилася невдачею — фіни вогню у відповідь не відкривали. 10 грудня та знову 30 грудня 1939 року — 3 січня 1940 року корабель знову брав участь в обстрілі фінських позицій. «Мінськ» також бомбардував їх самостійно 18–19 грудня. Він був сильно пошкоджений штормом у вересні 1941 року та перебував у ремонті до 17 червня 1941 року.
На початку німецького вторгнення до СРСР, корабель перебував у складі 5-ї дивізії есмінців у Таллінні. 23-27 червня виконував завдання з прикриття мінування на вході до Фінської затоки між Ханко та Осмуссааром. 3 липня він допоміг встановлювати мінне поле, на підходах до Таллінна. 23–27 серпня корабель бомбардував німецькі позиції навколо Таллінна, випустивши 563 снаряди зі своїх головних гармат. 27 серпня одну з цих гармат вразив німецький снаряд. Тієї ж ночі радянські війська почали евакуацію сил флоту з Талліннського порту, яке прикривав «Мінськ» під прапором контр-адмірала Я. А. Пантелєєва, начальника штабу флоту. Корабель продовжував надавати артилерійську підтримку, поки до ранку 28 серпня всі евакуйовані не були завантажені. Пізніше тієї ж ночі в одному з його параванів вибухнула міна, пошкодивши корпус корабля. Вибух затопив три відсіки 600 тоннами води, і капітан 2-го рангу Петро Петунін наказав йому стати на якір на ніч, щоб не наштовхнутися на нові міни; корабель прибув до Кронштадта наступного дня.
30 серпня «Мінськ» отримав завдання забезпечити артилерійську підтримку радянських військ у районі Кронштадта/Оранієнбаума разом з лінкорами «Жовтнева революція» та «Марат», важким крейсером «Кіров», есмінцями «Стерегущий», «Смєтливий», «Гордий», «Славний» та «Суровий», а також канонерським човном «Волга». 23 вересня пікірувальні бомбардувальники Junkers Ju 87 з StG 2 атакували кораблі в Кронштадтській гавані. Спочатку «Мінськ» був вражений трьома 100-кілограмовими бомбами, які вивели з ладу всю його рушійну установку, підпалили його та затопили частину корабля. Він дрейфував, поки його корма не сіла на мілину біля Ленінградського маяка, хоча його відтягнули буксири та відбуксирували до гавані. Пізніше того ж дня велика бомба вибухнула за 40 метрів від нього та ще більше пошкодила корпус. «Мінськ» затонув на мілководді пізніше тієї ж ночі. В серпні 1942 року його підняли з води та тимчасово відремонтували на Кронштадтському морському заводі. 9 листопада корабель власним ходом відплив до судноремонтного заводу № 190 для проведення капітального ремонту. «Мінськ» було знову введено до ладу 22 червня 1943 року, хоча офіційно його ремонт завершився лише 28 серпня 1944 року.
Після війни лідер продовжував служити на Балтійському флоті та 12 січня 1949 року був перекласифікований на есмінець, як і його вцілілі «сістершипи». 31 липня 1951 року «Мінськ» був переобладнаний на навчальний корабель Вищого військово-морського інженерного училища імені Дзержинського в Ленінграді. 8 квітня 1953 року його перекласифікували на безмоторний навчальний корабель, перейменували на «Чорох» 13 грудня 1954 року, потім на «УТС-14» 27 грудня 1956 року. 3 квітня 1958 року корабель виключили зі списку ВМФ, 22 квітня перетворили на плавучу мішень та пізніше того ж року затопили в ході випробувань нових ракет у Фінській затоці поблизу острова Малий.